# Héros national de la Barbade
Héros national de la Barbade (en anglais : National Hero of Barbados) est un titre honorifique créé par le Parlement de la Barbade en 1998.

## Histoire
Le titre de « héros national » est créé en 1998 par le Parlement de la Barbade, par l'intermédiaire du Order of National Heroes Act. Il est attribué à des personnalités barbadiennes. Celles-ci sont alors désignées par le titre de « Très Honorable » (Right Honourable). La « Journée nationale des héros » est un jour férié à la Barbade, le 28 avril, en l'honneur des héros nationaux de la Barbade. Elle est célébrée pour la première fois en 1998 à l'occasion du centenaire de la naissance de Sir Grantley Adams.

## Liste des héros

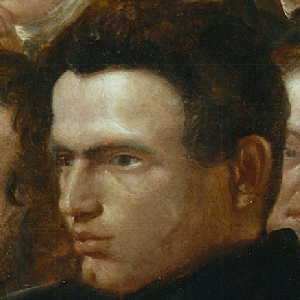
Samuel Jackman Prescod, homme politique barbadien.

Les onze « héros de la Barbade » sont, par ordre chronologique, les personnalités suivantes, :
- Bussa (mort en 1816), meneur d'une révolte d'esclaves ;
- Sarah Ann Gill (en) (1795-1866), figure religieuse ;
- Samuel Jackman Prescod (1806-1871), homme politique ;
- Charles Duncan O'Neal (en) (1879-1936), médecin et militant ;
- Clement Payne (en) (1904-1941), syndicaliste ;
- Grantley Herbert Adams (1898-1987), Premier de la Barbade ;
- Errol Barrow (1920-1987), Premier ministre de la Barbade ;
- Hugh Springer (1913-1994), gouverneur général de la Barbade ;
- Frank Walcott (1916-1999), syndicaliste ;
- Garfield Sobers (né en 1936), joueur de cricket ;
- Rihanna (née en 1988), chanteuse, artiste polyvalente.